# Râul Ioaniș
Râul Ioaniș este un curs de apă, afluent al râului Crișul Negru. 

## Hărți
- Harta munții Apuseni